# Świt Krzeszowice

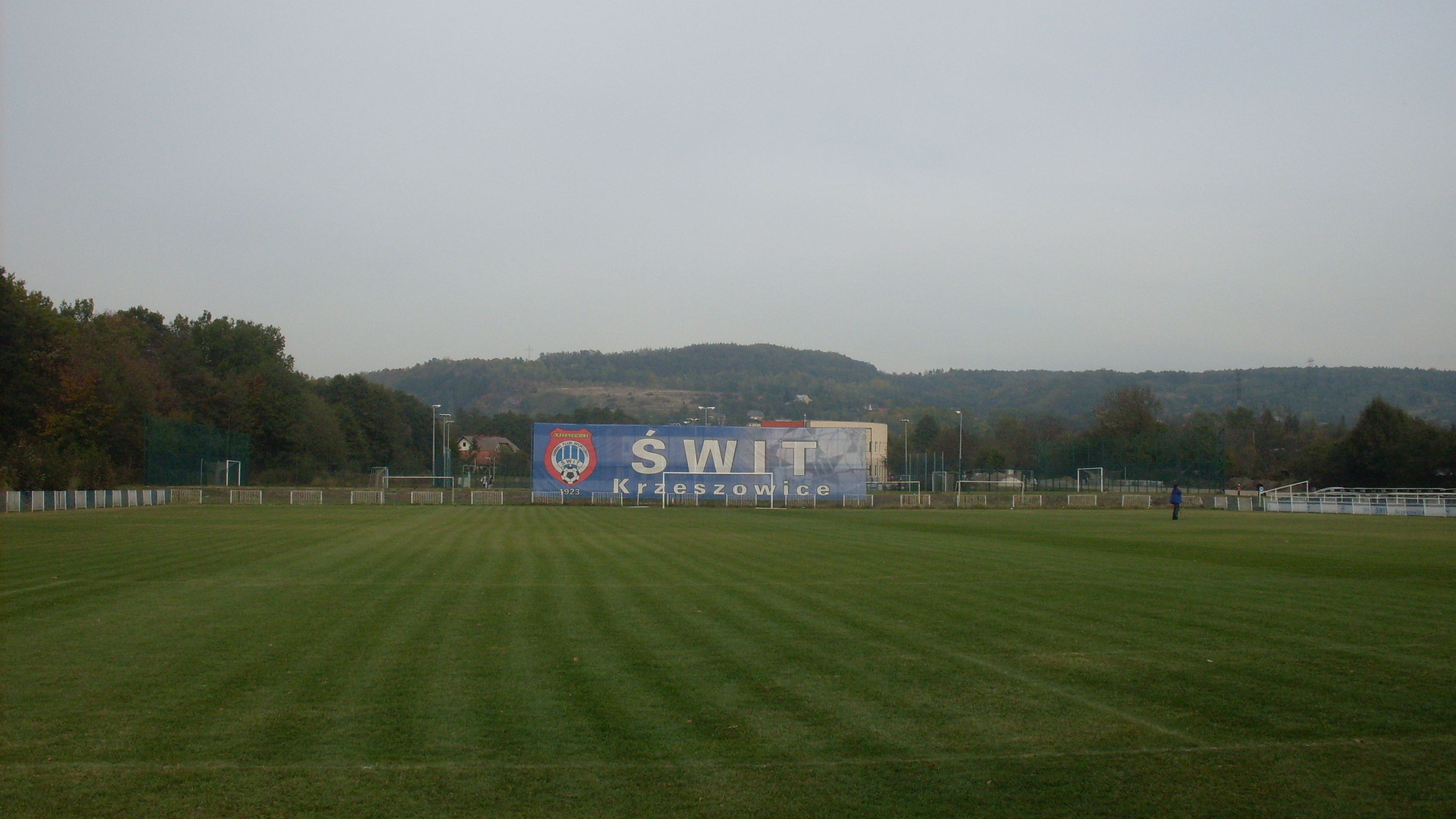
Stadion

GKS Świt Krzeszowice – polski klub sportowy, klub piłkarski z siedzibą w Krzeszowicach, założony w 1923 r. Jego dotychczasowym największym sukcesem był trzykrotny awans do III ligi małopolskiej w 1990, 1995, 2000 (w której Świt grał w sezonach 1990/1991 i 1991/1992, 1995/1996 i 1996/1997 oraz 2000/2001) oraz awans do IV ligi w 2012 r. W latach 1996–1998 trenerem był Adam Nawałka, selekcjoner reprezentacji Polski w latach 2013-2018. W czerwcu 2024 piłkarzem i jednocześnie trenerem klubu został były reprezentant kraju i piłkarz Wisły Kraków Rafał Boguski.

## Informacje ogólne
- Pełna nazwa: Gminny Klub Sportowy Świt Krzeszowice
- Rok założenia: 1923
- Barwy: biało-niebieskie
- Siedziba klubu: pl. Kulczyckiego 2, 32-065 Krzeszowice
- Prezes: Stanisław Molik
- Trener: Rafał Boguski
- Stadion: pojemność – 5000 miejsc[4]